# Festuca ovina
Espèce
Classification phylogénétique
Festuca ovina, la Fétuque ovine ou Fétuque des moutons, est une espèce de plantes herbacées vivaces de la famille des Poaceae, sous-famille des Pooideae, tribu des Aveneae cultivée essentiellement pour l'établissement de pelouses et rarement, comme plante fourragère. 

## Description
Plante de petite taille, formant des touffes de feuilles fines de couleur vert-bleuâtre.

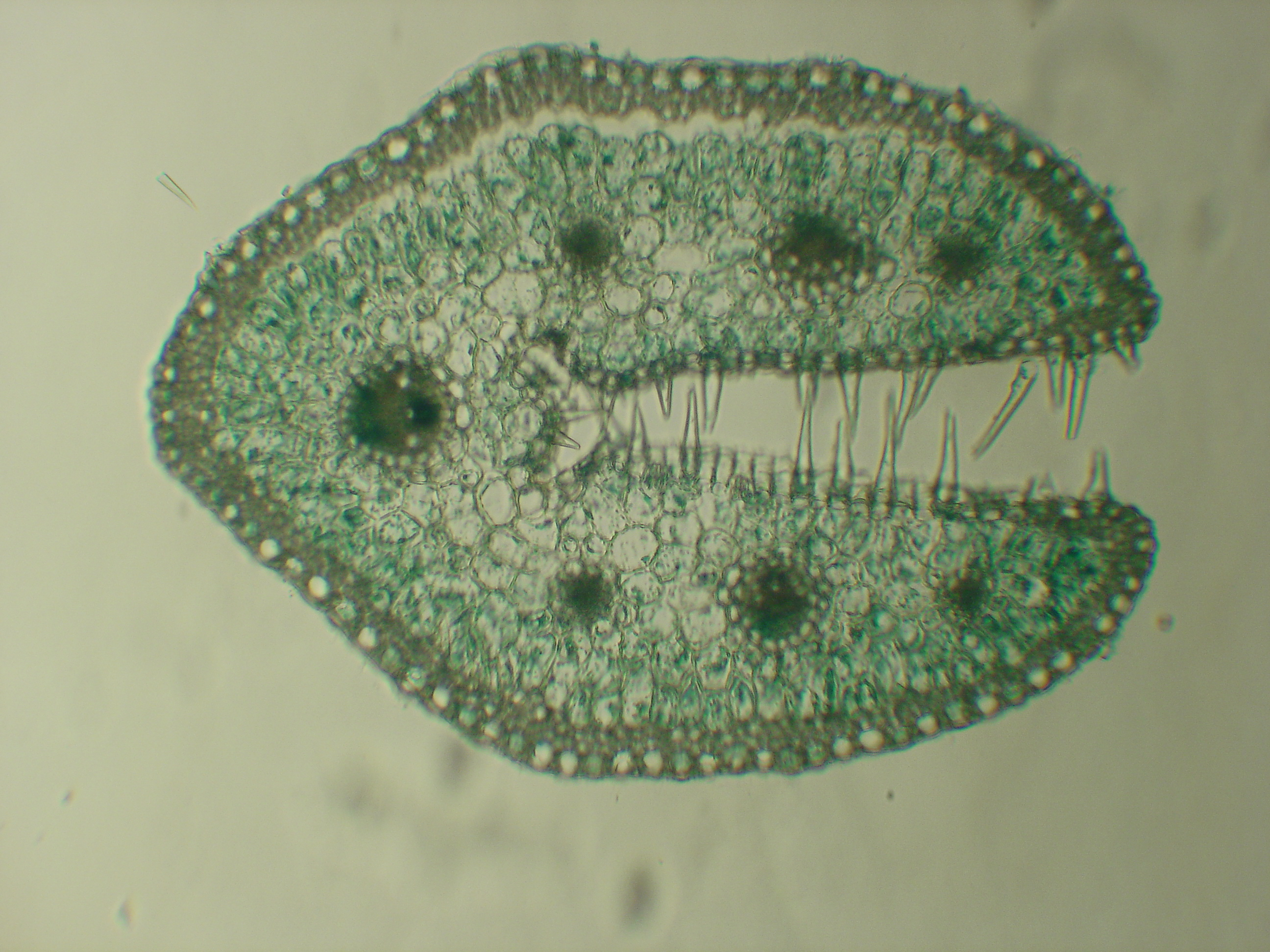
Coupe d'une feuille de fétuque ovine.

Inflorescences en panicules.

## Aire de répartition et habitat
Cette espèce est originaire des régions tempérées et froide d'Europe et d'Asie :
- Europe : pays scandinaves, îles Britanniques, Europe centrale de la Belgique à la Pologne, Europe orientale des pays baltes à la Roumanie,
- Asie : Turquie, région du Caucase, Mongolie, Sibérie, Chine, Japon.

Elle s'est naturalisée dans de nombreux autres pays.
Se rencontre surtout en région montagneuse, plus rare en plaine. Résiste bien à la sècheresse et aux basses températures.

## Utilisations
- Plante fourragère faiblement productive et de valeur fourragère limitée, mais adaptée à des conditions difficiles : prairies sur terrains secs et acides[1] notamment en montagne pour moutons ou chêvres. Elle est peu utilisée.
- Plantes à gazon très utilisée en mélanges pour créer des pelouses résistantes en terrain secs notamment. Elle peut pousser sur sol très pauvre mais supporte moins le piétinement que la fétuque rouge[2]

### Variétés cultivées
Plus de 90 variétés de Fétuque ovine sont inscrites dans le catalogue européen des espèces et variétés dont 20 variétés de fétuque ovine durette inscrites au catalogue français.